# عبدالرزاق کامارا
عبدل کامارا (انگلیسی: Abdoul Camara؛ زادهٔ ۲۰ فوریهٔ ۱۹۹۰) بازیکن فوتبال اهل فرانسه است که در پست مهاجم و هافبک بازی می‌کند.
از باشگاه‌هایی که در آن بازی کرده‌است می‌توان به باشگاه فوتبال ونس، باشگاه ورزشی رئال مایورکا، باشگاه فوتبال پائوک، باشگاه فوتبال آنژه، باشگاه فوتبال سوشو، باشگاه فوتبال رن، باشگاه فوتبال دربی کانتی و باشگاه فوتبال گنگام اشاره کرد.
وی همچنین در تیم‌های ملی فوتبال زیر ۱۷ سال فرانسه، زیر ۱۸ سال فرانسه، زیر ۲۱ سال فرانسه، و گینه بازی کرده‌است.